# Anthurium amargalense
Anthurium amargalense är en kallaväxtart som beskrevs av Thomas Bernard Croat och M.M.Mora. Anthurium amargalense ingår i släktet Anthurium och familjen kallaväxter. Inga underarter finns listade.